# Duch wolny w pieśni
Duch wolny w pieśni. Poezja Polski dzisiejszej – antologia poezji wydana konspiracyjnie podczas okupacji niemieckiej w 1942 w Warszawie nakładem Departamentu Informacji Delegatury Rządu na Kraj. Opracowanie - S. Sawicka, wstęp - T. Makowiecki. 
Objętościowo stanowi najobszerniejsze wydawnictwo poetyckie tamtego czasu. Mieści 50 wierszy, m.in. Marii Pawlikowskiej-Jasnorzewskiej, Władysława Broniewskiego.